# 水箱罩

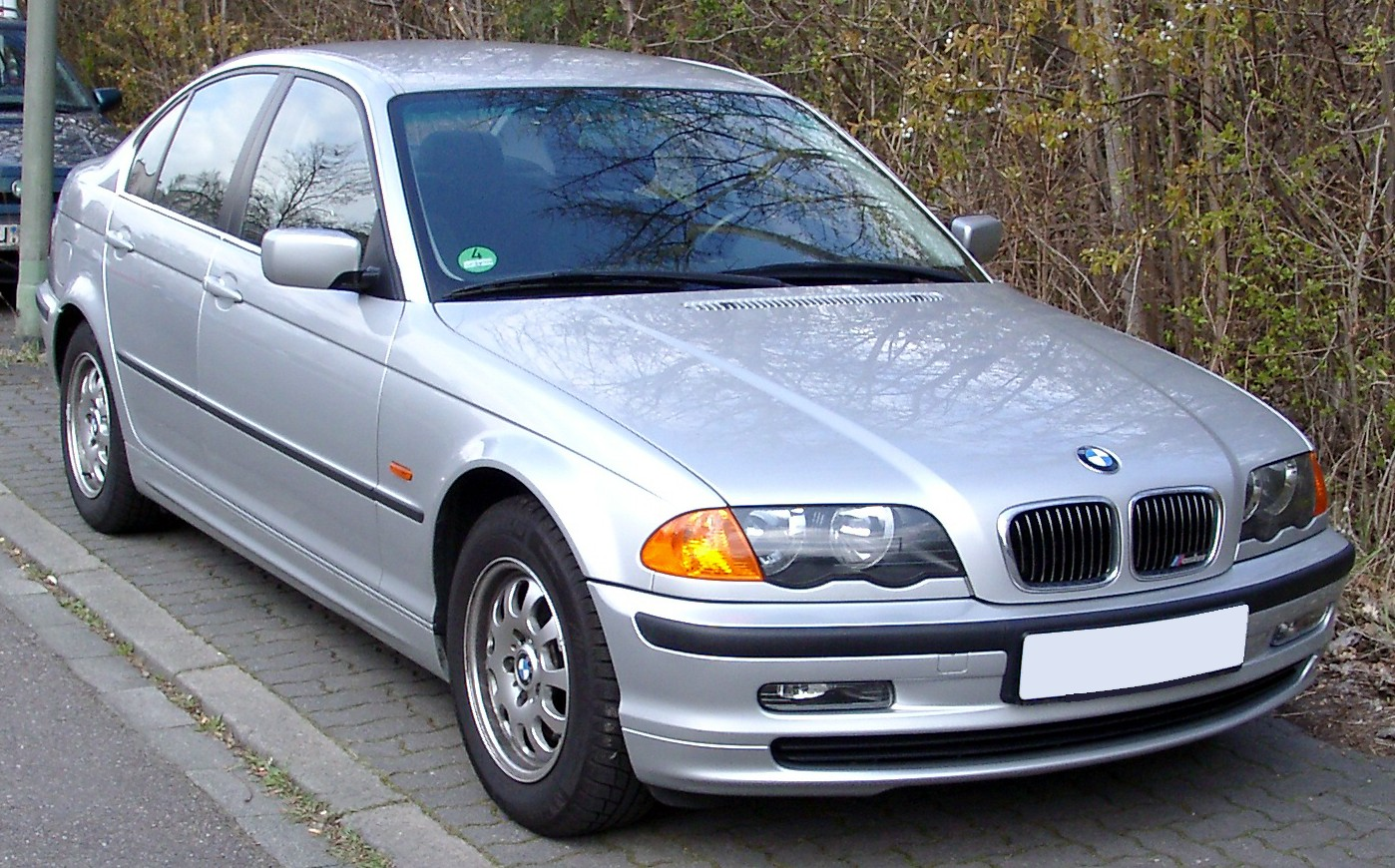
BMW的雙腎型水箱罩

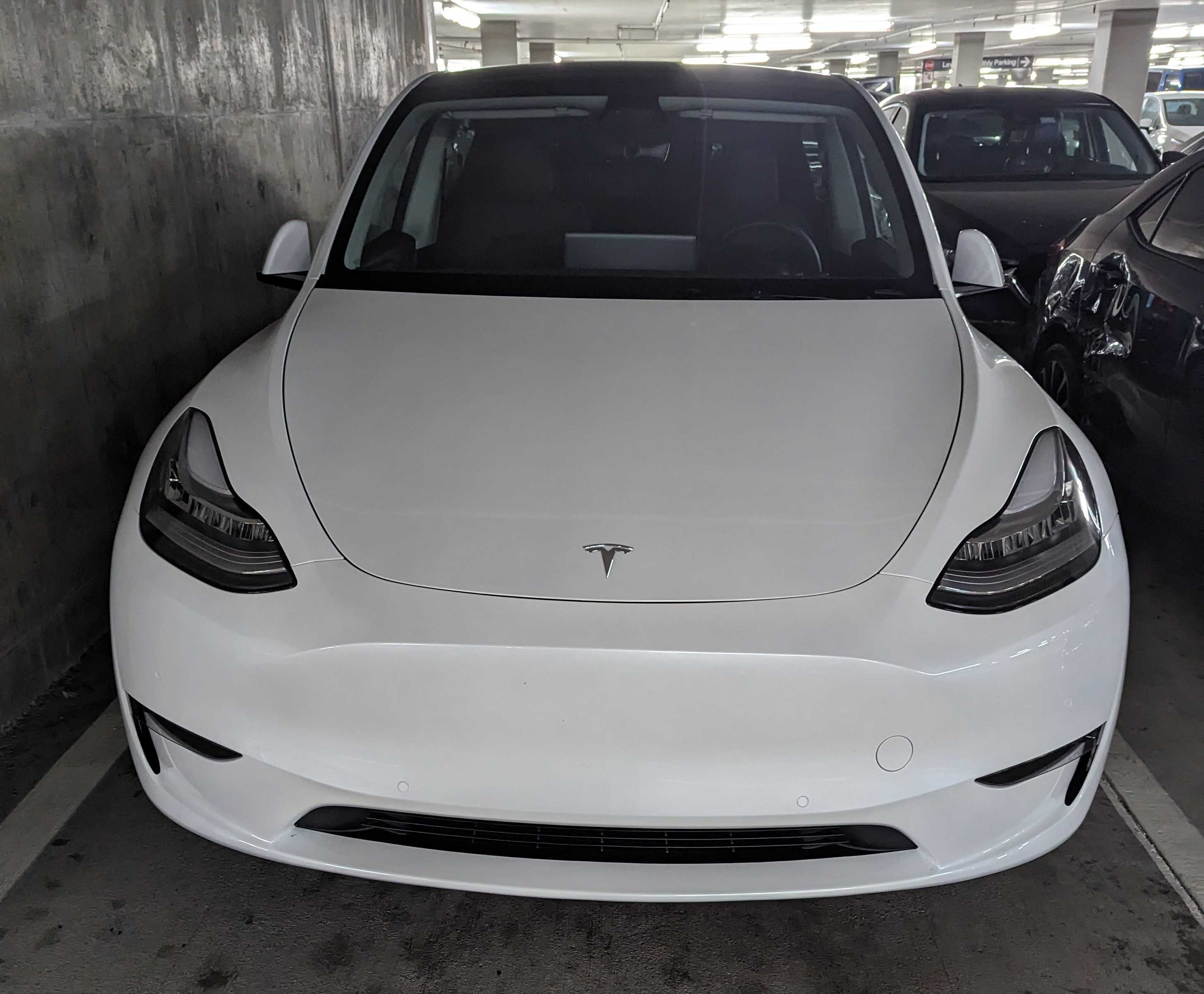
沒有水箱罩的電動車

水箱罩（英語：Grille）是設置於汽車車頭、在保險桿後方的散熱格柵。每個汽車品牌都有其獨特的設計。如BMW的經典雙腎型水箱罩（Kidney Grille）、Lexus於2010年代開始使用的紡錘型水箱罩（Spindle Grille）等，都能成功協助建立品牌形象。2020年代電動車興起，由於這些車沒有水箱，部分品牌的汽車如Tesla已經沒有水箱罩。